# Osnovna šola Milana Šuštaršiča Ljubljana
Osnovna šola Milana Šuštaršiča je devetletna šola in se nahaja za Bežigradom v soseski BS3 v Ljubljani na Štembalovi ulici. Šola je bila odprta septembra leta 1980, ko je sprejela prvo generacijo učencev. Leta 1983 so zaradi prostorske stiske dogradili prizidek k šoli. Leta 2018 so zgradili prizidek za prve razrede. 
Šola ima na voljo učilnice, telovadnico, kuhinjo, večnamenski prostor, knjižnico, igrišče za nogomet in košarko, zobozdravstveno ordinacijo. Šolo upravljata ravnateljica in svet šole. Svet šole ima štiriletni mandat in šteje 11 članov.

## Šolsko osebje
Šolsko osebje sestavljajo:
- Ravnateljica - Irena Kodrič
- Pomočnik ravnateljice - Franc Renko